# Marc Floor
Marc Floor ten Brinke (Apeldoorn, 6 augustus 2006) is een Nederlandse zanger en songwriter.

## Levensloop

### Jeugd en begin carrière
Op veertienjarige leeftijd deed ten Brinke in 2021 mee aan het televisieprogramma The Voice Kids en bereikte de halve finale. Ondanks dat hij niet won, gaf zijn deelname aan het programma hem de mogelijkheid om zijn talenten breder te laten zien. Sinds 2022 volgt ten Brinke een opleiding aan de Herman Brood Acedemie. In zijn loopbaan heeft ten Brinke samengewerkt artiesten zoals Snelle en Pjotr, die hij als mentoren beschouwt. Zijn muziek weerspiegelt zijn persoonlijkheid en in zijn liedjes probeert hij zijn geloof te uiten.

### Humanitaire activiteiten
Buiten zijn muzikale carrière om, toont ten Brinke ook betrokkenheid bij humanitaire projecten. Samen met zijn zus Lize Marie heeft hij vrijwilligerswerk verricht in een vluchtelingenkamp op Lesbos. Hier hebben ze een documentaire en videoclip geproduceerd over de situatie ter plekke. Ook hebben ze het lied Een plek voor jou en mij opgenomen, met de intentie om fondsen te werven voor de minderbedeelden in de samenleving.
Marc Floor heeft in 2021 deelgenomen aan het Noorderlicht Project, een initiatief dat onderdeel is van de actie 'Daarom Kerst'. De opbrengsten van dit project worden ingezet om vluchtelingenkinderen in Griekenland te ondersteunen.

### Persoonlijk leven
Marc Floor is een praktiserend christen en zijn geloof speelt een aanzienlijke rol in zijn leven en muziek.